# バサルトファイバー
バサルトファイバーとは、玄武岩を原料とした無機繊維の一種。バサルト繊維、玄武岩繊維とも呼ばれる。引張強度、引張弾性率、耐熱性、耐薬品性が高く、電気的に絶縁性である。

## 歴史
バサルトファイバーは1920年にフランスで開発され、1950年代までの間、軍事、航空宇宙向けとしてソビエト連邦、アメリカ合衆国、ヨーロッパで開発が進められた。
その後、高強度グラスファイバーの開発発展により開発は中止されていたが、1991年のソ連崩壊後にバサルト繊維開発の会社がロシアで設立され、2003年には中国がロシアやウクライナの技術を取り入れ生産を開始、2021年現在ではロシア、中国、ウクライナ、ドイツ等を中心に工業生産を行っている。なお2021年時点で日本では工業生産をしている企業はない。
グラスファイバーや炭素繊維同様に合成樹脂との複合材料として用いられており、オフィチーネ・パネライが「フィブラテック」として時計のケース用に実用化している。

## 物性
| 項目                | 項目                                | 項目                      | バサルトファイバー | Eガラスファイバー |
| ------------------- | ----------------------------------- | ------------------------- | ------------------ | ----------------- |
| 熱特性              | 軟化温度（℃）                       | 軟化温度（℃）             | 1050               | 840~846           |
| 熱特性              | 溶融温度（℃）                       | 溶融温度（℃）             | 1450               | 1120              |
| 熱特性              | 連続使用最高温度（℃）               | 連続使用最高温度（℃）     | 650                | 380               |
| 熱特性              | 熱伝導係数（W／mk）                 | 熱伝導係数（W／mk）       | 0.031~0.038        | 0.034~0.040       |
| 熱特性              | 熱膨張係数（×10－6／－℃）           | 熱膨張係数（×10－6／－℃） | 6.5~8              | 5                 |
| 熱特性              | 熱強度保持率（％） ［20℃強度を100］ | 200℃                      | 95                 | 92                |
| 熱特性              | 熱強度保持率（％） ［20℃強度を100］ | 400℃                      | 82                 | 52                |
| 物理特性            | 密度（g／cm3）                      | 密度（g／cm3）            | 2.63ｰ2.80          | 2.54ｰ2.60         |
| 物理特性            | 引張強度（GPa）                     | 引張強度（GPa）           | 3.8~4.8            | 3.4               |
| 物理特性            | 弾性率（GPa）                       | 弾性率（GPa）             | 90~120             | 72.5~74.0         |
| 物理特性            | 破断時伸度（％）                    | 破断時伸度（％）          | 3.1                | 4.7               |
| 耐薬品性            | 質量損失率（％）                    | 沸騰水 3h後               | 0.2                | -                 |
| 耐薬品性            | 質量損失率（％）                    | 沸騰２NNaOH3h後           | 5                  | 6                 |
| 耐薬品性            | 質量損失率（％）                    | 沸騰２N Hcl 3h後          | 2.2                | 38.9              |
| 耐薬品性            | 耐アルカリ 性強度保持率 （％）      | 1N NaOH40℃×2h後           | 91                 | -                 |
| 耐薬品性            | 耐アルカリ 性強度保持率 （％）      | 1N NaOH60℃×2h後           | 75                 | -                 |
| 耐薬品性            | 耐アルカリ 性強度保持率 （％）      | 0.5N NaOH80℃×6h後         | 54                 | -                 |
| 電気抵抗率（Ω・cm） | 電気抵抗率（Ω・cm）                 | 電気抵抗率（Ω・cm）       | 1×1011             | 1×1012~14         |